# Uncaria tomentosa
Espèce
Classification APG II (2003)
Uncaria tomentosa, dite Liane du Pérou, est une espèce de plantes à fleurs de la famille des Rubiaceae. C'est une liane originaire du Pérou. Elle pousse sur les terres vierges de la forêt amazonienne, mais aussi sur des terres de culture suffisamment reposées.
Elle est appelée en espagnol « Uña de gato » (griffe de chat) à cause des petites stipules en forme de griffes situées à la base de ses feuilles. C'est une plante médicinale qui croît sur des arbres de 20 à 40 mètres de haut. Son écorce, ses feuilles et ses racines sont utilisées en infusion pour soigner différentes maladies.

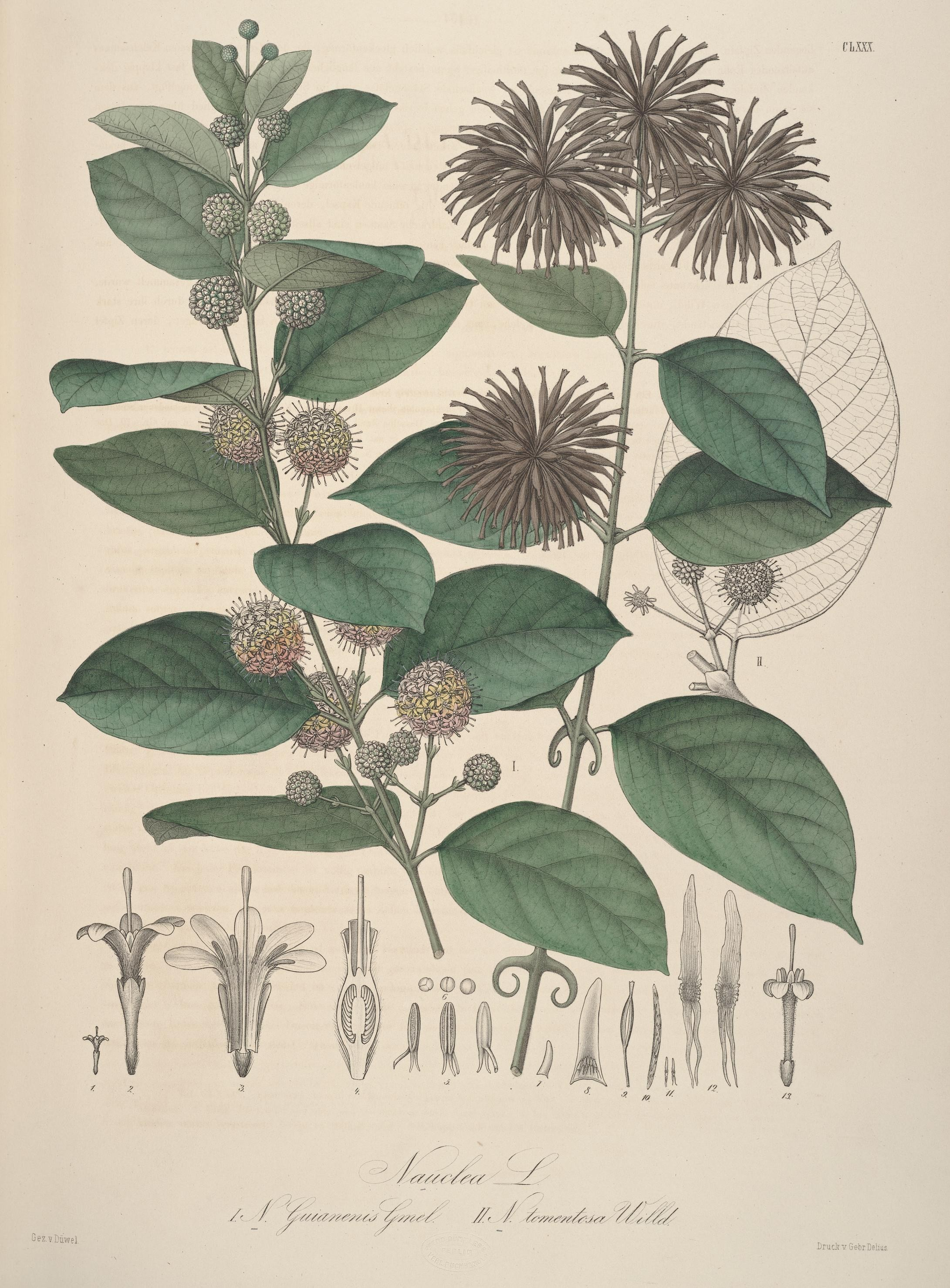
Pl. CLXXX Florae Columbiae.

## Médecine traditionnelle
La plante est utilisée en médecine traditionnelle par les Ashaninka, un groupe ethnique originaire de l'Amazonie péruvienne, pour soigner les plaies profondes, pour soulager les douleurs gastro-intestinales, articulaires et osseuses, les reins, et pour le traitement des femmes après l'accouchement.

## Médecine moderne
Depuis sa découverte par la médecine moderne, la liane du Pérou est utilisée pour traiter les maladies dégénératives telles que cancers et tumeurs, ou la maladie de Lyme et la dégénérescence de la mémoire.